# Escuela antifascista
Las escuelas antifascistas (en alemán Antifaschistischen Frontschulen, abreviado Antifa-Schule) fueron escuelas creadas durante la Segunda Guerra Mundial por iniciativa de la Internacional Comunista para los prisioneros en la Unión Soviética. La primera escuela se inauguró en Oranki en mayo de 1942, y a comienzos de 1943 se trasladó al campo de prisioneros de guerra de Krasnogorsk, cerca de Moscú. Se creó otra escuela en junio de 1943 en la ciudad de Gorki, hoy en día Nizhni Nóvgorod.
Según Walter Ulbricht: «La estancia en el campo tiene que convertirse en una escuela para los soldados alemanes para que regrese a Alemania la mayor cantidad posible de combatientes antifascistas».
Después de la disolución de la Internacional Comunista se hizo cargo de las escuelas el Institut Nr. 99, el órgano de gobierno fundado en julio de 1943 por el Comité Nacional por una Alemania Libre. Ambas escuelas funcionaron hasta 1949 y 1950. 8000 prisioneros alemanes, austriacos, rumanos y húngaros completaron la formación que allí se impartía, y que duraba entre tres y cuatro meses. Los profesores eran comunistas que habían emigrado o desertado, y posteriormente antiguos alumnos. En un principio el tema del curso era el de un futuro democrático y antifascista para Alemania y el resto de países, pero con posterioridad se centró en el desarrollo marxista-leninista.
Los que pasaron por escuelas antifascistas a menudo pudieron desempeñar funciones importantes en la República Democrática Alemana; sin embargo, se desconfiaba de los que residían en la República Federal Alemana y en Austria.

## Personalidades que acudieron a las escuelas antifascistas
| - Wilhelm Adam - Willi Agatz - Hans Beyer - Gerhard Briksa - Siegfried Dallmann - Heinrich Graf von Einsiedel - Wilhelm Feldmann - Franz Fragner | - Franz Fühmann - Felix-Heinrich Gentzen - Kurt Gossweiler - Paul Hentschel - Heinrich Homann - Bernt von Kügelgen - Wilhelm Kunze | - Arno von Lenski - Hans Modrow - Vincenz Müller - Friedrich Pfaffenbach - Hermann Rentzsch - Otto Rühle - Hermann-Ernst Schauer - Alfred Scholz | - Wilhelm Schröder - Wolfgang Seiffert - Albert Stief - Andrew Thorndike - Ferdinand Thun - Gerhard Weiss - Herbert Ziegenhahn |